# Hernie ombilicale
 Mise en garde médicale
La hernie ombilicale est une hernie abdominale plutôt fréquente chez les enfants, et dans les populations africaines, et plus commune chez les garçons. Cette hernie, souvent présente dès la naissance, est causée par une faiblesse congénitale de la ligne blanche au niveau du nombril. Généralement, elle se ferme spontanément dans les trois premières années de vie de l'enfant lors du renforcement des muscles abdominaux.

## Diagnostic
Le diagnostic est clinique. L'examen retrouve une voussure de l'ombilic, dépressible à la palpation (réductible) et impulsive aux cris de l'enfant.
On ne réalise généralement pas d'examen complémentaire.
Des hernies ombilicales peuvent survenir et s'aggraver dans certaines situations : cirrhose avec ascite, insuffisance respiratoire... Ces situations pathologiques devront être évaluées et prises en compte lors de l'anesthésie et de l'intervention.

## Traitement
Le seul traitement pour une hernie est chirurgical, et est appelé cure de hernie, ou herniorraphie. C'est une chirurgie élective quand on peut la prévoir (sauf dans les cas de strangulation, c'est-à-dire d'étranglement de l'intestin, la chirurgie doit alors se pratiquer d'urgence).
Avant l'âge de 3 ans, une hernie ombilicale peut disparaître spontanément : seules les hernies compliquées doivent être traitées avant cet âge. 
Il est important de soigner une hernie, car elle a tendance à augmenter de volume avec le temps et le risque d'un étranglement devient alors plus élevé.[réf. nécessaire]
En cas d'étranglement, l'opération est plus complexe en raison des lésions à l'intestin.

### Types d'intervention
On peut opérer une hernie de manière ouverte (par laparotomie), ou par incisions miniatures (par cœlioscopie).
Le choix dans le traitement tient compte du volume de la hernie, et de celle de son collet (le trou dans l'aponévrose par lequel l'intestin sort), ainsi que de l'adiposité du patient et de son état général.
Dans les deux cas, le but est de replacer l'intestin dans sa position normale, puis de refermer l'ouverture dans la paroi des muscles de l'abdomen, afin d'éviter que l'intestin ne ressorte à nouveau. Un treillis synthétique peut être introduit pour renforcer le dispositif. La mise en place de ce treillis diminue le risque de récidive même dans le cas des hernies de petites tailles (inférieures à 4 cm).

#### Herniorraphie par laparotomie
Lors d'une cure par abord direct, le chirurgien fait une incision en regard de l'ombilic. À travers celle-là, il referme l'ouverture dans la paroi des muscles de l'abdomen. Dans le cas d'un petit collet dans une paroi solide, une suture simple (raphie) est généralement suffisante. Mais en cas de faiblesse de la paroi abdominale, celle-ci est renforcée par l'insertion d'un treillis synthétique posé dans l'épaisseur de la paroi musculaire. C'est ce que l'on appelle une hernioplastie.
La chirurgie dure environ une heure et se fait sous anesthésie régionale, ou locale, ou générale, en chirurgie d'un jour, ou bien en court séjour si c'est une chirurgie d'urgence. La cicatrice pose peu de problèmes esthétiques quand elle est petite, puisqu'elle est au fond de l'ombilic, ou bien elle le contourne.

#### La cure de hernie par cœlioscopie
La cœlioscopie est une technique chirurgicale par laquelle le chirurgien pratique de deux à quatre incisions abdominales miniatures, afin d'y insérer une caméra et les instruments utilisés pour réparer la hernie. La caméra permet au chirurgien de bien localiser et visualiser la hernie pendant l'intervention, et de la refermer par la mise en place d'une prothèse. Celle-ci sera dans ce cas dans le péritoine. La prothèse utilisée doit donc être traitée pour éviter des adhérences avec les intestins. Elle coûte de ce fait beaucoup plus cher que par chirurgie ouverte. 
Par ailleurs les points seront réalisés à travers la peau, nécessitant plusieurs points de ponction. Cette technique ne laisse que de petites cicatrices sur l'abdomen, mais en nombre plus important. Le temps de récupération est présenté comme plus rapide que pour la cure de hernie ouverte. 
La cure de hernie par cœlioscopie dure environ une heure et se fait sous anesthésie générale en chirurgie d'un jour.
Cela implique de faire préalablement une prise de sang pour faire une analyse dans un laboratoire avant de prendre rendez-vous avec un médecin anesthésiste. Généralement, ce rendez-vous a lieu quelques jours (une semaine environ) avant l'opération à proprement parler qui se fait « en ambulatoire » (i.e sur une journée comme expliqué en supra). 48 heures avant l'intervention chirurgicale, en période covid, il est demande de faire un test PCR.